# 김광업
김광업(金廣業)은 안과의사이자 서예가이다. 호는 운여(雲如)이다.
1906년 2월 15일 평안남도 평양시 오청리(확인요) 63번지 출생. 
김영필(金永弼)의 첫번째 아내 양제현(楊薺賢)의 아들. 김중업의 이복형. 자녀로 김희경, 김희순, 김희춘, 김희철이 있다.
1920년 평양공립보통학교를 마친 후 상경하여 1927년 3월 경성의학전문학교[서울대학교 의과대학 전신]를 졸업하였다. 1928년 경성대학병원에서 의원으로 근무하다 고향인 평양으로 귀향하였다. 
1937년 6월 28일 수양동우회 사건에 연루되어 경찰에 체포, 기소유예로 석방되었다. 1945년 해방 직전까지 평양 죽전리에서 대명안과의원(大明眼科醫院)을 운영하고, 같은 해 광복과 함께 징발되어 교통중앙병원 안과 과장을 지냈다. 그해 12월 양명문의 소개로 이중섭을 만나게 된다. 1951년 1·4 후퇴 때 평양에 부인과 아들 넷을 남겨 두고 자녀 넷[3남 1녀]을 데리고 남하하여, 대구동산기독병원에서 안과 의사로 재직하였다. 2월 부산에서 부친 사망.
1954년 부산시 광복동에 대명안과를 개원하였다.
이듬해인 1955년에 부산시 최초의 서예 학원인 동명서화원(東明書畵院)을 개설하여 부산 서예 발전의 기틀을 마련하였다. 이후 오제봉(吳濟峯), 석정(石鼎), 석도윤(石度輪), 김홍경(金弘經), 안광석(安光碩), 이만우(李晩雨), 양진이(楊鎭尼), 변관식(卞寬植), 배재식(裵在植), 권손(權巽) 등 부산·대구 지역 서화 작가와 고승 대덕(高僧大德) 및 지식인들과 교류하며 후진 양성에 힘썼다. 위창 오세창 문하  출입.
1958년 9월에서 1960년 9월까지 경상남도 미술대전 서예 심사 위원, 1965년 6월 대한민국 국민 미술전 서예 심사 위원장을 역임하였다. 사회 활동에도 힘을 쏟아 1962년 5월 사단법인 한국미술협회 부산지부장을 지냈고, 1963년 10월 흥사단(興士團) 부산지부가 창립되자 초대 지부장에 이어 1968년까지 제2~5대 지부장을 지냈다. 1965년 11월 복음신문사 부산분회장, 1966년 10월 부산시민회관건립추진위원회 위원을 역임하였다. 1965년 8월 국제서예인연합 한국이사회 상임 위원, 1966년 2월 한국서예가협회 위원으로 활동하였다.
1969년 서울특별시 종로구 낙원동으로 이주한 후에도 1970년 흥사단 서울지부장, 영락교회 보건실장으로 활발하게 활동하였다. 1973년 4월 7일 미국 로스앤젤레스에 거주하는 아들의 초청으로 미국으로 건너간 후에도 흥사단 기금 마련을 위한 노력을 게을리하지 않았다. 1974년 5월 21일부터 26일까지 신세계미술관에서 ‘운여 김광업 선생 작품전’을 개최하였다. 1974년 11월 제1회 ‘전각 협회전’을 개최하였다. 1976년 5월 8일 로스앤젤레스에서 새벽에 작품을 준비하다 사망하였다.